# Авшаров Юрій Михайлович
Юрій Михайлович Авшаров (нар. 22 грудня 1937, Баку, Азербайджанська РСР, СРСР — пом. 29 січня 2010, Москва, Росія) — радянський і російський актор театру і кіно, народний артист Російської Федерації (1995), артист Московського академічного театру Сатири (1962—2010).

## Біографія
Народився 22 грудня 1937 року в Баку. У 1961 році закінчив театральне училище ім. Бориса Щукіна за фахом «Актор драматичного театру і кіно». Керівник курсу — Володимир Етуш. Почав свою акторську кар'єру на Камчатці, куди потрапив за розподілом після закінчення інституту. З 1962 року працював в Московському театрі сатіри.

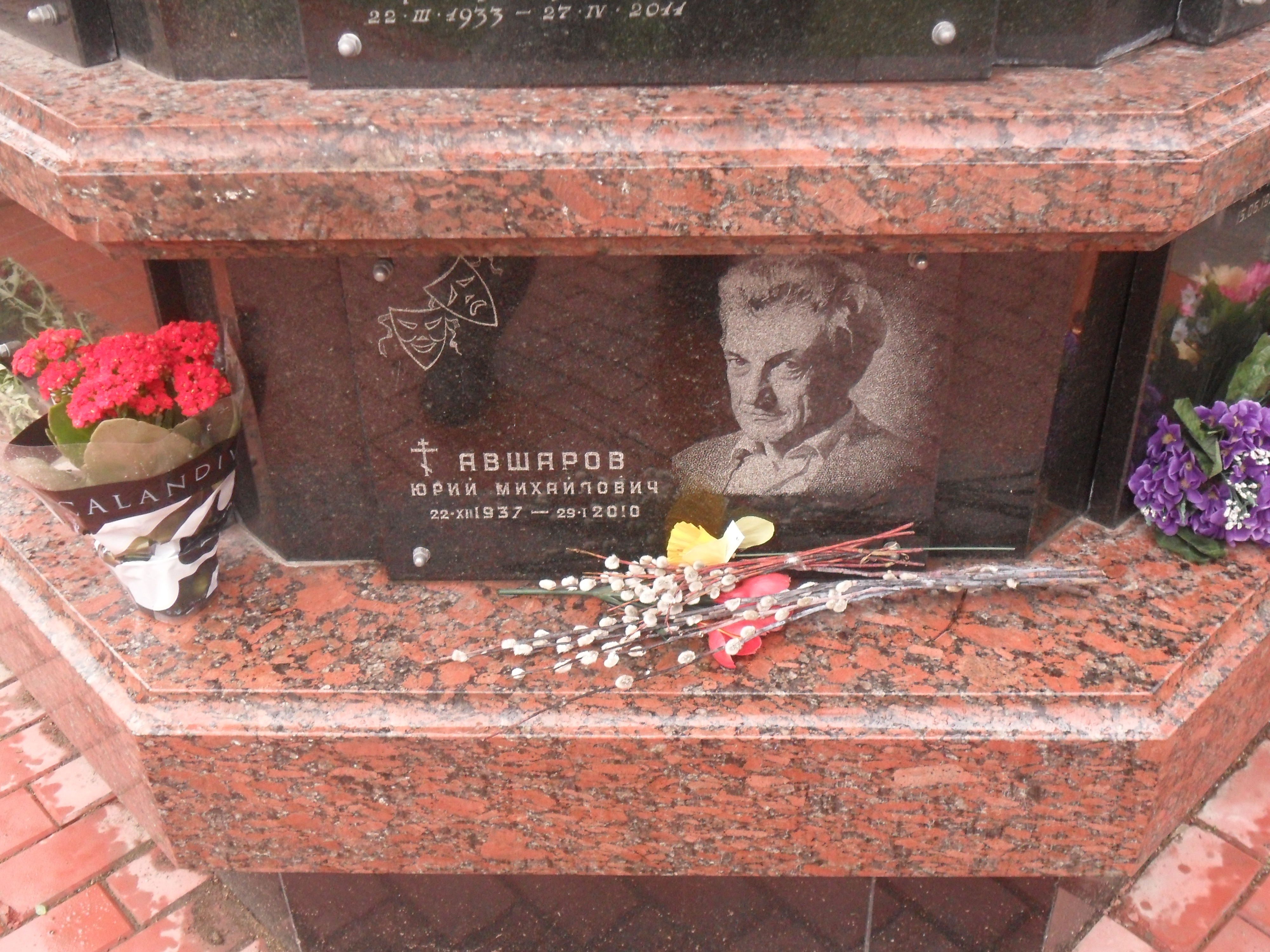
Плита колумбарію Ваганьковського кладовища, де знаходиться прах Авшарова.

Вів велику педагогічну роботу. З 1967 року — в театральному училищі імені Бориса Щукіна, професор.
З 1998 року — завідувач кафедри майстерності актора Міжнародного слов'янського інституту імені Г. Р. Державіна.
Проводив майстер-класи на міжнародних семінарах за Михайлом Чеховим в Англії, в Латвії, Берліні, Росії (Раково, Меліхово).
Помер 29 січня 2010 року в Москві. Похований в колумбарії Ваганьковського кладовища, стійка № 7.
У 2012 році була видана книга про Юрія Михайловича Авшарова («Юрій Авшаров. Актор. Режисер. Педагог»), написана його учнями з Щукінського інституту.
Дружина — Наталія Іванівна Нечаєва. Дочка — Юлія Авшарова (1974), Заслкжена артистка РФ.

## Творчість

### Ролі в театрі

#### Московський академічний театр сатири
- 1964 — «Жіночий монастир» Володимира Диховичного, Моріс Слобідської. Режисер: Валентин Плучек — Наташин
- 1966 — «Дон Жуан, або любов до геометрії» Макса Фріша. Режисер: Валентин Плучек — Командор
- " Одруження Фігаро " П'єра Бомарше. Режисер: Валентин Плучек — Базиль
- 1970 — «Затюканий апостол» Андрія Макайонка. Режисер: Євген Радомисленскій — Батько
- 1971 — «Звичайне диво» Євгена Шварца. Режисер: Маргарита Мікаелян — Чарівник
- 1972 — «Ревізор» Микола Гоголя. Режисер: Валентин Плучек — Ляпкин-Тяпкін
- 1973 — "Маленькі комедії великого будинку " Григорія Горіна та Аркадія Арканова. Режисери: Олександр Ширвіндт і Андрій Миронов — Юра, чоловік Жені
- 1978 — «Недоросль» Дениса Фонвізіна. Режисер: Олександр Ширвіндт — Стародум
- 1984 — « Вишневий сад» Антона Чехова. Режисер: Валентин Плучек — Перехожий
- 1984 — «Ворон» Карло Гоцці. Режисер: Олексій Левинський — Панталоне
- 1987 — «Комедіант» Джона Осборна. Режисер: Юрій Авшаров — Райс
- 1996 — «Священні чудовиська» Жана Кокто. Режисер: Олександр Вількін — Флоран
- «Приборкання норовливої» Вільяма Шекспіра. Режисер: Валентин Плучек — Греміо
- " Клоп " Володимира Маяковського — посаджений батько
- " Біг " Михайла Булгакова — піп Африкан
- «Орніфль» Ж. Ануя — Дюбатон
- «Тріумф на Тріумфальній»

#### Студія імені М. Чехова
- «Сторож» Г. Пінтера. Режисер: В. Рудий — Девіс
- «Злочин і кара» Федора Достоєвського. Режисер: Радій Овчинников — Порфирій Петрович

### Ролі в кіно
- 1967 — Штрихи до портрету В. І. Леніна — Маметов
- 1969 — Ад'ютант його високоповажності — князь Асланов
- 1973 — Чиполліно — кореспондент (немає в титрах)
- 1980 — Копилка
- 1982 — Ревізор — Ляпкин-Тяпкін
- 1987 — Слідопит — комендант
- 1999 — Поворот ключа — Ісаак
- 2002 — Азазель — Георг
- 2007 — Ліквідація — сідий Грек
- 2008 — Закон і порядок: Злочинний умисел 3 — Костянтин Льовчик
- 2008 — Важкий пісок — Равин
- 2009 — Ісаєв — Рувим

### Озвучування мультфільмів
- 1976 — Просто так — Віслючок
- 1990 — Казка — пожежний
- 2004 — Знайомі нашої ялинки — медвідь

### Режисерські роботи в театрі
У Театральному інституті імені Бориса Щукіна

- «Село Степанчиково, і його мешканці» Федора Достоєвського
- «Схожий на лева» Рустама Ібрагімбекова
- «Прощавай, зброє» Ернеста Хемінгуея
- " Пігмаліон " Бернарда Шоу, Фредеріка Лоу
- " Одруження " Миколи Гоголя
- «Висока напруга» Андрія Платонова
- «Помпадури і помпадурші» Михайла Салтикова-Щедріна
- " Дурочка " Лопе де Вега
- " Старший син " Олександра Вампілова
- " Прибуткове місце " Олександра Островського.
- " Сон літньої ночі " Вільяма Шекспіра

У Міжнародному Слов'янському інституті
- " Варвари " Максима Горького

у ВДІКу

- « Будинок, де розбиваються серця» Бернарда Шоу
- " Пігмаліон " Бернарда Шоу
- «Вернісаж» — «Казки Мельпомени» за Антоном Чеховим.

У театрі "Студія імені М. Чехова "

- «Літній день, що загубився в жовтні» про Федора Тютчева за п'єсою М. Кругловой
- «Ці два настільки чудові істоти» («Біси» Федора Достоєвського)
- " Борис Годунов " Олександра Пушкіна (спільно з Театром націй)

У театрі Сатири — «Комедія …»

### Авторські програми
- «Маленькі трагедії», Олександр Пушкін
- «Дон Кіхот», Сервантес
- «Повернення» (1997), Платонов
- «Про це», Волордимир Маяковський.
- «Карлос Кастанеда», ОРТ (2000) — дон Хуан Матус.

## Нагороди та звання
- Орден Дружби (18 квітня 1999 року) — за заслуги в області культури і мистецтва, великий внесок у зміцнення дружби і співпраці між народами, багаторічну плідну роботу[2].
- Народний артист Російської Федерації (1995).
- Заслужений артист РРФСР (1983).